# Hereford Mappa Mundi

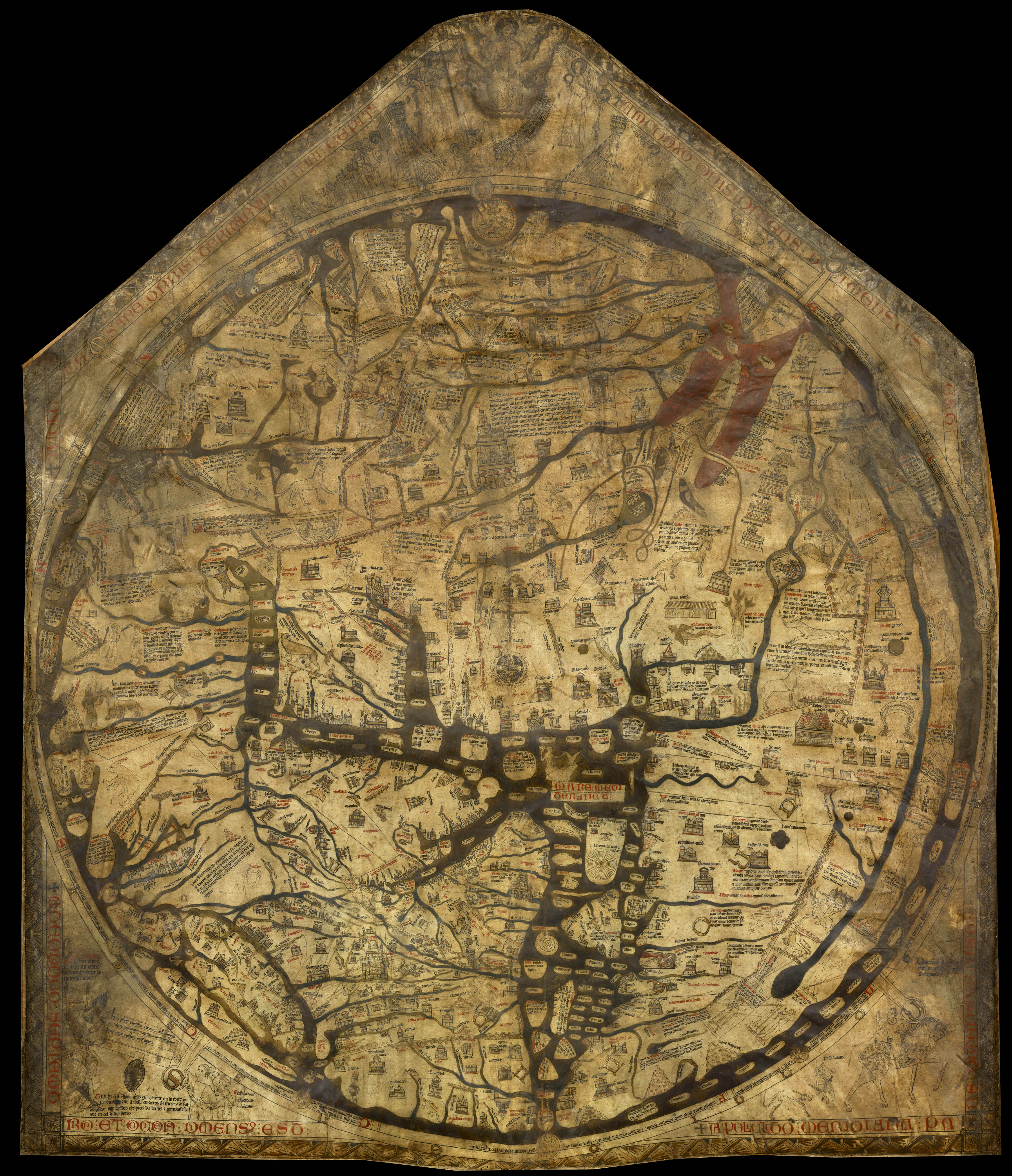
De Hereford Mappa Mundi uit ca. 1250.

De Hereford Mappa Mundi is een mappa mundi volgens het T-O-kaart patroon, daterend van rond 1250. Het wordt tentoongesteld in de Kathedraal van Hereford, in Engeland.

## Details
De kaart is ondertekend door ene "Richard van Haldingham en Lafford", ook wel bekend als "Richard de Bello", "prebende van Lafford in de Lincoln Kathedraal". De kaart is getekend op een dierenvel en meet ongeveer 163 cm bij 137 cm, en is daarmee de grootste middeleeuwse kaart die nog steeds bestaat. De bijschriften zijn geschreven in zwarte inkt, met extra rood en goud, en blauw en groen voor water (de Rode Zee is rood gekleurd).
Jeruzalem is getekend in het centrum van de wereld. Het oosten staat bovenaan en toont onder andere "het Laatste Oordeel, waarbij aan de ene kant Christus en zijn engelen je naar het paradijs wenken, terwijl aan de andere kant de duivel en de draak je naar een andere plek proberen te lokken" . Groot-Brittannië is getekend onderaan in het noordwesten. De rest van de kaart is opgevuld met allerhande monsters en fabelachtige wezens. Deze wereldkaart had hoofdzakelijk een moraliserend doel: de ongeletterde middeleeuwer de weg wijzen naar een christelijk leven en waarschuwen voor de gevaren van een niet-christelijke levenswandel.
De kaart is gebaseerd op de traditionele berekeningen en vroegere kaarten zoals bijvoorbeeld de Beatus van Liébana codex, en is gelijkaardig aan de Mappa Mundi van Ebstorf, de Psalter wereldkaart en de Sawley-kaart; de kaart komt echter niet overeen met de geografische kennis van de veertiende eeuw.